# Kenny Rogers
Kenneth Donald Rogers, bedre kendt som Kenny Rogers, (født 21. august 1938 i Houston, Texas, U.S.A., død 20. marts 2020 i Sandy Springs i Georgia) var en amerikansk sanger, sangskriver, skuespiller og pladeproducent. Han blev optaget i Country Music Hall of Fame i 2013..
Kenny Rogers fik sit musikalske gennembrud i 1958 med singlen "That Crazy Feeling", der også sikrede ham en optræden i det populære musikprogram "American Bandstand". Senere var han medlem af New Christy Minstrels. Han var ledende vokal i The First Edition fra 1967 - 1969 og i Kenny Rogers and The First Edition fra 1969 - 1976.
Han var placeret som nr. 1 på country and pop album listerne i mere end 200 uger i USA. Han solgte mere end 100 millioner albums på verdensplan.
Rogers' albums The Gambler og Kenny blev placeret på listen over "The 200 Most Influential Country Albums Ever".

## Karriere
I slutningen af 1950'erne påbegyndte Rogers sin karriere i den Houston-baserede gruppe the Scholars, som blandt andet indspillede "The Poor Little Doggie". Efter nogle få soloudgivelser, herunder 1958's "That Crazy Feeling", blev Rogers medlem af jazzensemblet bag Bobby Doyle. I 1966 blev han medlem af the New Christy Minstrels, hvor han spillede basguitar og ligeledes var sanger. I 1967 forlod han og flere andre medlemmer af the New Christy Minstrels og dannede The First Edition. Han var ledende vokal i bandet fra 1967 - 1969 og i Kenny Rogers and The First Edition fra 1969 - 1976. Efter bruddet med The First Edition i 1976, underskrev Rogers en solokontrakt med United Artists. Singlen "Lucille" (1977) blev et stort hit, som nåede førstepladsen på hitlisterne i 12 lande med et salg på over fem millioner eksemplarer. Herefter havde han især succes indenfor musikgenren country, men har haft over 120 hitsingler på hitlisterne indenfor forskellige musikgenrer. Han er kendt for blandt andet sin deltagelse i TV-filmen The Gambler og dens efterfølgere, der er baseret på sangen The Gambler, som han udgav tidligere.
Singlen Islands in the Stream, som er en duet med Dolly Parton fra 1983, er blandt hans største successer. Han har udgivet flere albums med duetter med Dottie West, som han har omtalt som den mest autentiske sanger, han har arbejdet sammen med., ligesom han har arbejdet sammen med Sheena Easton. Desuden skrev han en række sange sammen med Lionel Richie. Han var også en af sangerne på "We Are The World", som blev indspillet i 1985. Foruden musikkarrieren ejede Rogers blandt andet restaurantkæden Kenny Rogers Roasters, stiftet i 1991 og sit eget pladeselskab.
I 2010 blev Kenny Rogers and The First Edition gendannet og turnerede af og til indtil 2015.
Kenny Rogers var gift med Wanda Miller og fik fem børn.

## Diskografi i udvalg
Album
- 1976 – Love Lifted Me
- 1976 – Kenny Rogers
- 1977 – Daytime Friends
- 1978 – Love or Something Like It
- 1978 – The Gambler
- 1978 – Every Time Two Fools Collide (med Dottie West)
- 1979 – Kenny
- 1980 – Gideon
- 1981 – Christmas
- 1981 – Share Your Love
- 1982 – Love Will Turn You Around
- 1983 – We've Got Tonight
- 1983 – Eyes That See in the Dark
- 1984 – What About Me?
- 1984 – Once Upon a Christmas (med Dolly Parton)
- 1985 – The Heart of the Matter
- 1985 – Love Is What We Make It
- 1986 – They Don't Make Them Like They Used To
- 1987 – I Prefer The Moonlight
- 1989 – Something Inside So Strong
- 1989 – Christmas in America
- 1990 – Love Is Strange
- 1991 – Back Home Again
- 1993 – If Only My Heart Had a Voice
- 1994 – Timepiece
- 1996 – Vote for Love
- 1996 – The Gift
- 1997 – Across My Heart
- 1998 – Christmas from the Heart
- 1999 – After Dark
- 1999 – She Rides Wild Horses
- 2000 – There You Go Again
- 2001 – Live By Request
- 2003 – Back to the Well
- 2006 – Water & Bridges
- 2011 - The Love of God (2011)
- 2013 - You Can't Make Old Friends
- 2015 - Once Again It's Christmas

Singler (udvalg af singler, der blev nummer 1 på Billboard Hot Country Songs)
- 1977 – "Lucille"
- 1977 – "Daytime Friends"
- 1978 – "Love or Something Like It"
- 1978 – "The Gambler"
- 1979 – "She Believes in Me"
- 1979 – "You Decorated My Life"
- 1979 – "Coward of the County"
- 1980 – "Lady"
- 1981 – "I Don't Need You"
- 1982 – "Love Will Turn You Around"
- 1983 – "We've Got Tonight" (med Sheena Easton)
- 1983 – "Islands in the Stream" (med Dolly Parton)
- 1984 – "Crazy"
- 1985 – "Morning Desire"
- 1986 – "Tomb of the Unknown Love"
- 1987 – "Make No Mistake, She's Mine" (med Ronnie Milsap)
- 1999 – "Buy Me a Rose" (med Alison Krauss and Billy Dean)

### Film
Han har medvirket i to fim og en række TV-serier.
Film:
| År   | Titel    | Rolle          | Instruktør       | Noter |       |
| ---- | -------- | -------------- | ---------------- | ----- | ----- |
| 1982 | Six Pack | Brewster Baker | Daniel Petrie    |       |       |
| 2001 | Longshot | Pilot          | Lionel C. Martin |       | [ 8 ] |